# Энсли, Фрэнсис, 6-й граф Энсли
Фрэнсис Аннесли, 6-й граф Энсли (Аннесли) (25 февраля 1884 — 6 ноября 1914) — англо-ирландский пэр, офицер военно-морского флота и летчик. Он носил титул учтивости — виконт Глераули с 1884 по 1908 год.

## Биография
Родился 25 февраля 1884 года в замке Каслвеллан, Килмеган, графство Даун, Ольстер. Единственный сын Хью Аннесли, 5-го графа Энсли (1831—1908), и его первой жены Мейбл Маркем (1858—1891). Он получил образование в Итонском колледже и Тринити-колледже Кембриджа.
15 декабря 1908 года после смерти своего отца Фрэнсис Аннесли унаследовал титулы 6-го графа Энсли из Каслвеллана (графство Даун), 7-го виконта Глелаули (графстве Фермана) и 7-го барона Энсли из замка Каслвеллан (графство Даун).
14 февраля 1909 года он женился на Эвелин Хестер Манди (? — 16 июня 1947) , дочери Альфреда Эдварда Миллера Манди и Эллен Мэри Палмер-Морвуд. У супругов не было детей.
Младший лейтенант добровольческого резерва Королевского флота, затем он поступил на службу в Королевскую военно-морскую воздушную службу.
Прежде чем достичь совершеннолетия, он отплыл из Ливерпуля в Ванкувер, вокруг мыса Горн, служа матросом. Позже он пересек Атлантику на борту трехмачтовой яхты-шхуны «Карина» в качестве одного из гостей Роберта Э. Тодда из Нью-Йоркского яхт-клуба.
Лорд Энсли отличился во время службы в бронетанковой дивизии, помогая сдерживать наступление немцев на Брюссель и при обороне Антверпена. Затем он поступил во 2-ю (военно-морскую) эскадрилью Королевской военно-морской воздушной службы в Истчерче.
Лорда Энсли в последний раз видели живым 6 ноября 1914 года, покидающим Истчерч (Англия), на биплане Bristol TB8, которым пилотировал лейтенант Бивор, направлявшийся во Францию (Фландрию). Больше их никогда не видели. Его смерть была предположена 2 декабря 1914 года судьей Эстбери. Двое немецких пленных были допрошены, и было установлено, что два авиатора были сбиты, когда немецкий снаряд попал в бензобак их самолета, и он загорелся недалеко от Диксмёйде.

## Наследие
После его смерти его состояние оценивалось в 42 751 фунт стерлингов. Его титул сменил его двоюродный брат, Уолтер Бересфорд Аннесли (1861—1934).